# Gloria Blondell
Pour les articles homonymes, voir Blondell.
Gloria Blondell, née à Manhattan (New York) le 16 août 1915 et morte à Santa Monica (Californie) le 25 mars 1986, est une actrice américaine active entre 1938 et 1962. Elle était la sœur cadette de Joan Blondell.

## Biographie
Gloria Blondell était mariée avec le producteur Albert R. Broccoli.

## Filmographie partielle

### Cinéma
- 1938 : Daredevil Drivers : Lucy Mack
- 1938 : Accidents Will Happen : Patricia Carmody
- 1938 : Quatre au paradis (Four's a Crowd) de Michael Curtiz : la secrétaire de Lansford
- 1938 : Juvenile Court : Gary's Secretary
- 1938 : Zorro l'homme araignée : Chase's Secretary
- 1938 : The Lady Objects : Grace
- 1938 : A Nag in the Bag : Hazel
- 1938 : Home on the Rage : la secrétaire d'Andy
- 1939 : The Sap Takes a Wrap : Louise Wallace
- 1939 : Three Sappy People : Switchboard Operator
- 1941 : Une épouse modèle (Model Wife) de Leigh Jason : Gloria
- 1945 : Donald a sa crise (Cured Duck) : Daisy Duck (voix)
- 1945 : Le crime ne paie pas (Donald's Crime) : Daisy Duck (voix)
- 1946 : Donald et son double (Donald's Double Trouble) : Daisy Duck (voix)
- 1947 : Le Dilemme de Donald (Donald's Dilemma) : Daisy Duck (voix)
- 1947 : Dodo Donald (Sleepy Time Donald) : Daisy Duck (voix)
- 1950 : Donald amoureux (Crazy Over Daisy) : Daisy Duck (voix)
- 1952 : Troublez-moi ce soir (Don't Bother to Knock) : Janie
- 1953 : The Twonky : Lady Bill Collector
- 1953 : White Lightning : Ann Garfield
- 1957 : God Is My Partner : Tree Critic / Wife

## Télévision
- 1960 : Au nom de la loi  : saison 3 épisode 4 (La ville de la terreur/ The looters) : Lucy